# Spiegeleikwal
De spiegeleikwal of wortelkwal (Cotylorhiza tuberculata) is een kwallensoort die voorkomt in de Middellandse Zee. De kwal blijft meestal in open water, van de kust vandaan en net onder het wateroppervlak. Deze kwal is, in tegenstelling tot de meeste soorten, zelf in staat zijn richting in het water te bepalen en daardoor minder afhankelijk van de stroming. Hij kan tot 35 cm in doorsnee worden.
De spiegeleikwal heeft acht armen waaraan honderden tentakels hangen, die aan het uiteinde vaak blauw zijn. Soms leven ze in scholen. De kwal voedt zich met algen, met name zoöxanthellen, en plankton.
De spiegeleikwal is weliswaar giftig, maar het gif is niet gevaarlijk voor mensen. Het kan jeuk en lichte huidirritatie veroorzaken.

## Externe links

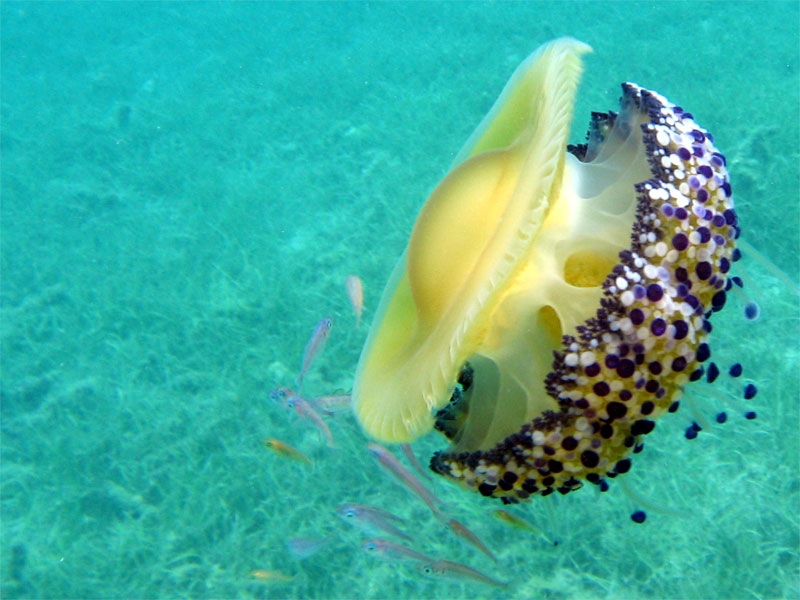
Nog een spiegeleikwal